# Hoyland
Hoyland är en ort i distriktet Barnsley, Storbritannien. Den ligger i grevskapet South Yorkshire och riksdelen England, i den centrala delen av landet, 240 km norr om huvudstaden London. Hoyland ligger 162 meter över havet och antalet invånare är 15 842. Staden nämndes i Domedagsboken (Domesday Book) år 1086, och kallades då Ho(i)land.
Terrängen runt Hoyland är huvudsakligen platt, men åt sydväst är den kuperad. Runt Hoyland är det tätbefolkat, med 849 invånare per kvadratkilometer. Närmaste större samhälle är Sheffield, 13,0 km söder om Hoyland. Trakten runt Hoyland består till största delen av jordbruksmark.